# Bieżanów

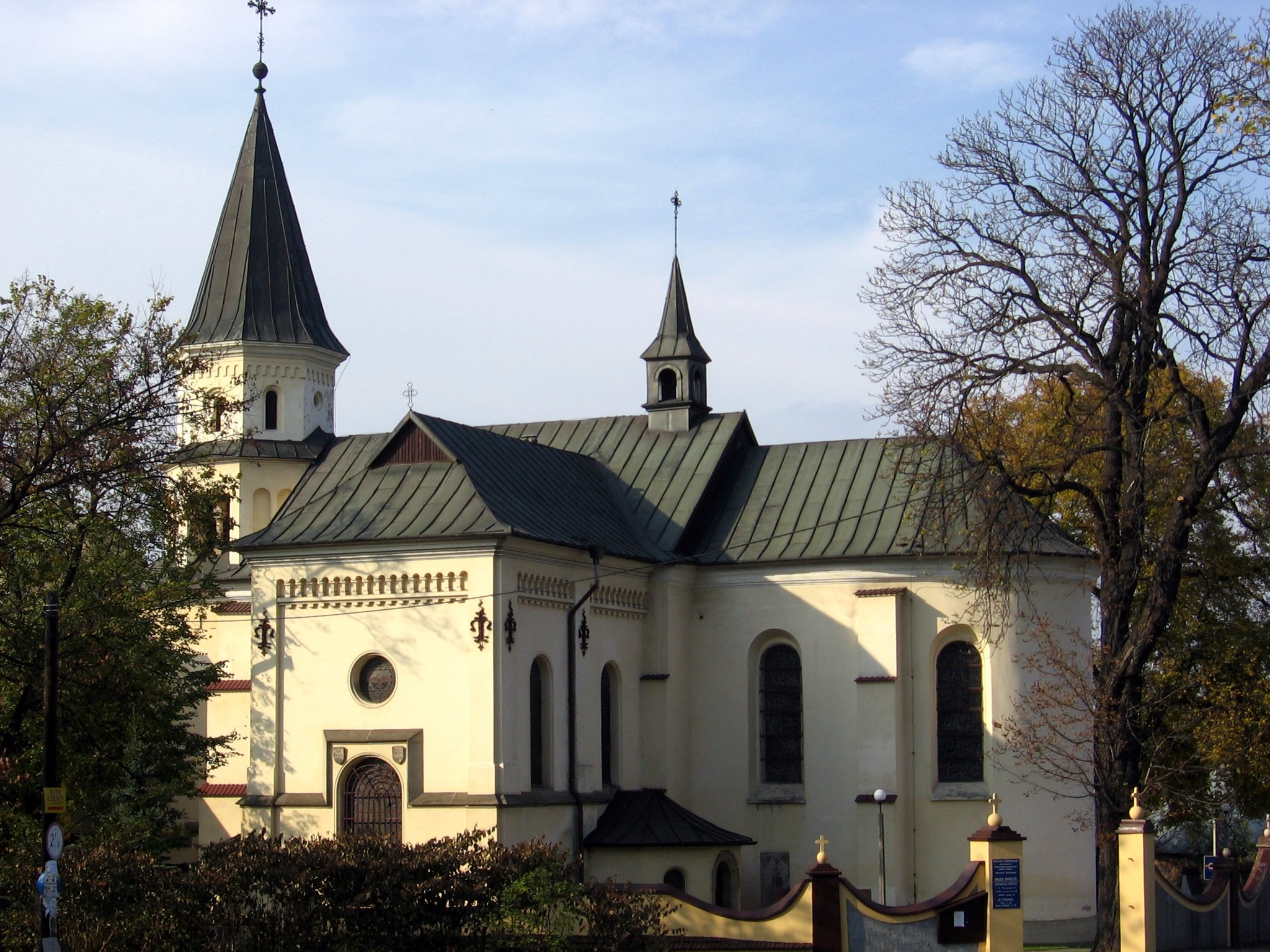
Kostel v Bieżanowě

Bieżanów ([Běžanuv]) je čtvrť Krakova, která je jednou z hlavních součástí Městské části XII Bieżanów-Prokocim. Leží asi 10 km na jihovýchod od centra Krakova při cestě do Wieliczky a Bochni.
Dnes má Bieżanów dvě části:
- vlastní Bieżanów (tzv. Bieżanów Stary)
- sídliště Bieżanów Nowy